# Scopula halimodendronata
Scopula halimodendronata är en fjärilsart som beskrevs av Fuchs 1904. Scopula halimodendronata ingår i släktet Scopula och familjen mätare. Inga underarter finns listade.